# 阿納斯塔西婭·克維特科
阿納斯塔西婭·克維特科（俄语：Анастасия Квитко；1994年11月25日—），俄羅斯女模特兒和企業家。較知名的是擁有著F罩杯的巨乳和細腰，以及「俄羅斯金·卡達夏」（Russian Kim Kardashian）的外號。

## 早期生活
克維特科生長在俄羅斯西部的加里寧格勒，並於十年後移居至美國。在邁阿密短暫待了一段時間後，她又搬至洛杉磯，以追求成為一名全職模特兒。

## 職業生涯
克維特科從俄羅斯移居美國，先後在邁阿密和洛杉磯擔任模特兒，以火辣身材聞名。儘管被多間模特兒公司拒於門外，但她仍不放棄追求自己的模特兒生涯，並對自己的身材抱有自信。
曾有人質疑自己的身材是經過手術的加工，克維特科對此表示否認，「我自認完美，無需任何改變。」「我花了很多時間在健身房中，只把時間留給運動。」克維特科在受訪時表示，自己喜歡卡達夏，但不喜歡與之作比較，且自認遠勝於後者。
截至2021年，Instagram帳號的粉絲數已超過1000萬。

## 外部連結
- 阿納斯塔西婭·克維特科的Instagram帳戶
- 阿納斯塔西婭·克維特科的Facebook專頁